# دوروتی ام. گیلفورد
دوروتی مورو گیلفورد (انگلیسی: Dorothy Morrow Gilford؛ ۱۹۱۹ – ۶ دسامبر ۲۰۱۴) آماردان آمریکایی بود که ریاست بخش علوم ریاضی در اداره تحقیقات نیروی دریایی، مرکز ملی آمار آموزش، و هیئت کنفرانس علوم ریاضی را بر عهده داشت. او ویراستار جمعیت سالمند در قرن بیست و یکم: آمار برای سیاست بهداشت (انتشارات آکادمی ملی، ۱۹۸۸) بود.

## سنین جوانی و تحصیل
دوروتی جین مورو در اتوموا، آیووا به دنیا آمد اما در لینکلن، نبراسکا، لس آنجلس و سیاتل بزرگ شد. پدرش که مدیر فروش یک شرکت تولیدکنندهٔ تایر بود، در هشت سالگی او درگذشت. او خیلی زود و در سن ۱۵ سالگی از دبیرستان فارغ‌التحصیل شد و به توصیهٔ یکی از مشاوران مدرسه، به تحصیل در رشتهٔ ریاضیات در دانشگاه واشینگتن، با پیش‌زمینه‌ای در زمینهٔ گیاه‌شناسی مشغول شد. او برای کسب مدرک کارشناسی ارشد در واشینگتن ماند و پس از گذراندن دوره‌ای در مورد علوم آماری و آمار با زیگمونت ویلهلم برنبام، به حوزه‌های کاربردی‌تر ریاضیات تمایل بیشتری پیدا کرد.
از آنجایی که او در طول جنگ جهانی دوم برای دوره‌های دکترا درخواست داده بود، رقابت سبک بود و مورو برنامه‌های زیادی را به‌عنوان گزینه‌ای برای فعالیت پیش روی خود داشت. در ابتدا، او کالج برین مار را انتخاب کرد و در آنجا به همکاری با هیلدا گیرینگر در زمینهٔ ژنتیک مشغول شد. در سال ۱۹۴۲ به دعوت هارولد هتلینگ به دانشگاه کلمبیا منتقل شد. او به فضای سرد و آموزش از راه دور در این دانشگاه علاقه‌ای نداشت و پس از یک سال به برین مار بازگشت، اما همزمان به همکاری با هتلینگ نیز ادامه داد. او بدون تکمیل تحصیلات دکترای خود، در دانشگاه جرج واشینگتن به هیئت علمی پیوست و پایان‌نامهٔ خود را در مورد ریاضیات مربوط به توزیع تی مربع هتلینگ به پایان رساند، اما در آن زمان هتلینگ به کارولینای شمالی نقل مکان کرد و سایر اعضای هیئت علمی کلمبیا پذیرای این پایان‌نامه نبودند، بنابراین او هرگز تحصیلات دکترای خود را به پایان نرساند.

## فعالیت‌های بعدی
مورو در سال ۱۹۵۰ با لئون گیلفورد ازدواج کرد و پس از تلاش‌های ناموفق برای تکمیل تحصیلات دکترای خود، به واشینگتن بازگشت و شروع به ارائهٔ مشاوره به دولت کرد؛ او ابتدا در مؤسسه تحقیقات پزشکی نیروی دریایی، و بلافاصله پس از آن در اداره هوانوردی غیرنظامی مشغول به کار شد و در ادارهٔ هوانوردی غیرنظامی به سمت ریاست بیومتریک منصوب شد و به تجزیه و تحلیل آماری بر روی اطلاعات پزشکی خلبانان هواپیما پرداخت. او سپس به‌عنوان معاون مدیر آمار مالی به کمیسیون فدرال تجارت پیوست.
به دعوت هربرت سولومون، که همزمان با او در کلمبیا دانشجوی کارشناسی ارشد بود، در سال ۱۹۵۵ به اداره تحقیقات دریایی (ONR) منتقل شد. او شعبهٔ آمار این اداره را زیر نظر جوزف وایل، پسر ریاضیدان هرمان وایل و مدیر وقت علوم ریاضی در ادارهٔ تحقیقات دریایی اداره کرد. پس از سازماندهی مجدد این اداره، او همزمان ریاست آمار و ریاست تدارکات را در ادارهٔ تحقیقات دریایی بر عهده گرفت. پس از آن که فرد ریگبی جانشین وایل شد، گیلفورد به دانشگاه تگزاس تک نقل مکان کرد و مجدداً به سمت مدیر علوم ریاضی ارتقاء درجه یافت. او پس از مینا ریس که این بخش را تأسیس کرده بود، دومین مدیر زن این بخش شد. در طول این مدت، او همچنین یک سال را در دانشگاه کارنگی ملون گذراند و روی دومین پایان‌نامهٔ خود در مورد رابطه بین مدیریت زمان دانشکده و اهداف سازمانی به کار پرداخت، اما دوباره موفق به تکمیل دکترای خود نشد.
در این دوره، گیلفورد همچنین در خدمت به انجمن‌های حرفه‌ای در زمینه‌های تخصصی خود فعال بود. او از ۱۹۶۰ تا ۱۹۶۴ به‌عنوان معاون مؤسسه آمار ریاضی خدمت کرد، با مؤسسه آمار بین‌المللی همکاری کرد، و ریاست هیئت کنفرانس علوم ریاضی را نیز بر عهده داشت.
در سال ۱۹۶۸، همزمان که ادارهٔ تحقیقات دریایی در حال تغییر از تحقیقات پایه به تحقیقات نظامی کاربردی‌تر تحت اصلاحیه منزفیلد بود، گیلفورد این اداره را ترک کرد. او به وزارت بهداشت، آموزش و رفاه نقل مکان کرد و در آنجا ریاست مرکز ملی آمار آموزش را بر عهده داشت. او که در این وزارتخانه درگیر سیاست اداری بود، در سال ۱۹۷۴ از خدمات فدرال بازنشسته شد، و به کار در آکادمی ملی علوم مشغول شد و در نهایت از آنجا به کمیتهٔ ملی آمار پیوست و هیئت مطالعات تطبیقی بین‌المللی در آموزش را تأسیس کرد و رهبری این هیئت را نیز بر عهده گرفت. پس از کار در این هیئت برای ۱۹ سال دیگر، گیلفورد برای بار دوم بازنشسته شد.

## بازشناسی
در سال ۱۹۶۵، رئیس‌جمهور لیندون جانسون جایزهٔ زن فدرال را به گیلفورد اعطا کرد؛ این جایزه، جایزه‌ای افتخاری بود که هر سال به پنج زن اعطا می‌شد. او پس از آرینس جوی ویکنز، دومین آماردانی بود که این جایزه را دریافت می‌کرد.
گیلفورد در سال ۱۹۶۱ به‌عنوان عضو انجمن آمار آمریکا انتخاب شد و دو سال بعد همسرش به همین افتخار دست یافت. او در سال ۱۹۶۲ به‌عنوان عضو انجمن پیشبرد علوم آمریکا انتخاب شد او همچنین عضو مؤسسه آمار ریاضیات بود و به‌عنوان عضو مؤسسه آمار بین‌المللی نیز انتخاب شد.